# Henri Legrand du Saulle
Henri Legrand du Saulle (* 16. April 1830 in Dijon; † 5. Mai 1886 in Paris) war ein französischer Arzt, Neurologe, Psychologe und Autor.

## Leben und Wirken
Henri Legrand du Saulle studierte in Dijon, spezialisierte sich als Arzt auf die Erforschung und Behandlung von Nerven- und Geisteskrankheiten. 1856 wurde er mit seiner Dissertation »De la monomanie incendiaire« promoviert. Er war Arzt in den Irrenanstalten von Dijon, Quatremares bei Rouen und Charenton, seit 1862 in Paris. Er war während neun Jahren Herausgeber der »Annales médicopsychologiques«, zudem war er Mitbegründer der »Société de médecine légale« (1868) und der »Association mutuelle des médécins aliénistes de France«.

## Publikationen
- »La folie devant les tribunaux« (1864)
- »Pronostic et traitement d’épilepsie« (1869, 2. Aufl. 1873)
- »Le délire des persécutions« (1871)
- »La folie héréditaire« (1873; deutsch von Stark, Stuttgart 1874)
- »Traité de médecine légale, de jurisprudence médicale, et de toxicologie« (1874; 2. Aufl. mit G. Berryer u. G. Pouchet, 1885)
- »La folie du doute avec délire du toucher« (1875)
- »Étude médico-légale sur les épileptiques« (1877)
- »Étude clinique sur la peur des espaces« (1878)
- »Étude médico-légale sur l’interdiction des aliénés« (1880)
- »Les Hystériques« (1882, 3. Aufl. 1891) u. a.